# Cerkiew św. Dymitra w Czarnorzekach
Cerkiew św. Dymitra w Czarnorzekach – dawna parafialna cerkiew greckokatolicka, wzniesiona w 1921 w Czarnorzekach.
W 1948 przejęta i użytkowana jako rzymskokatolicki kościół filialny parafii w Węglówce.

## Historia
W 1600 wybudowano w osadzie drewnianą cerkiew greckokatolicką pw. św. Dymitra. Została rozebrana gdy powstała nowa, murowana świątynia w 1921.

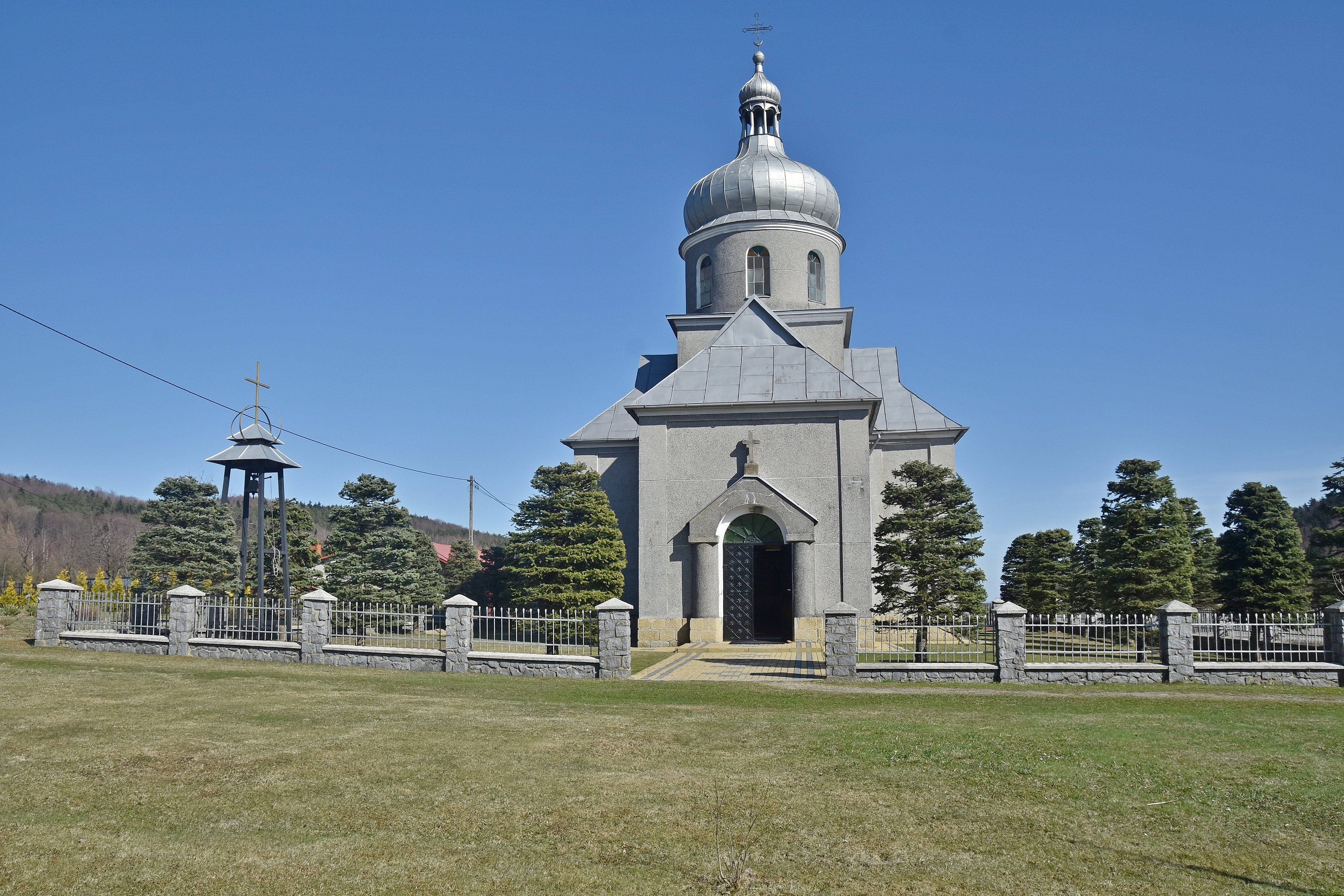
Elewacja frontowa
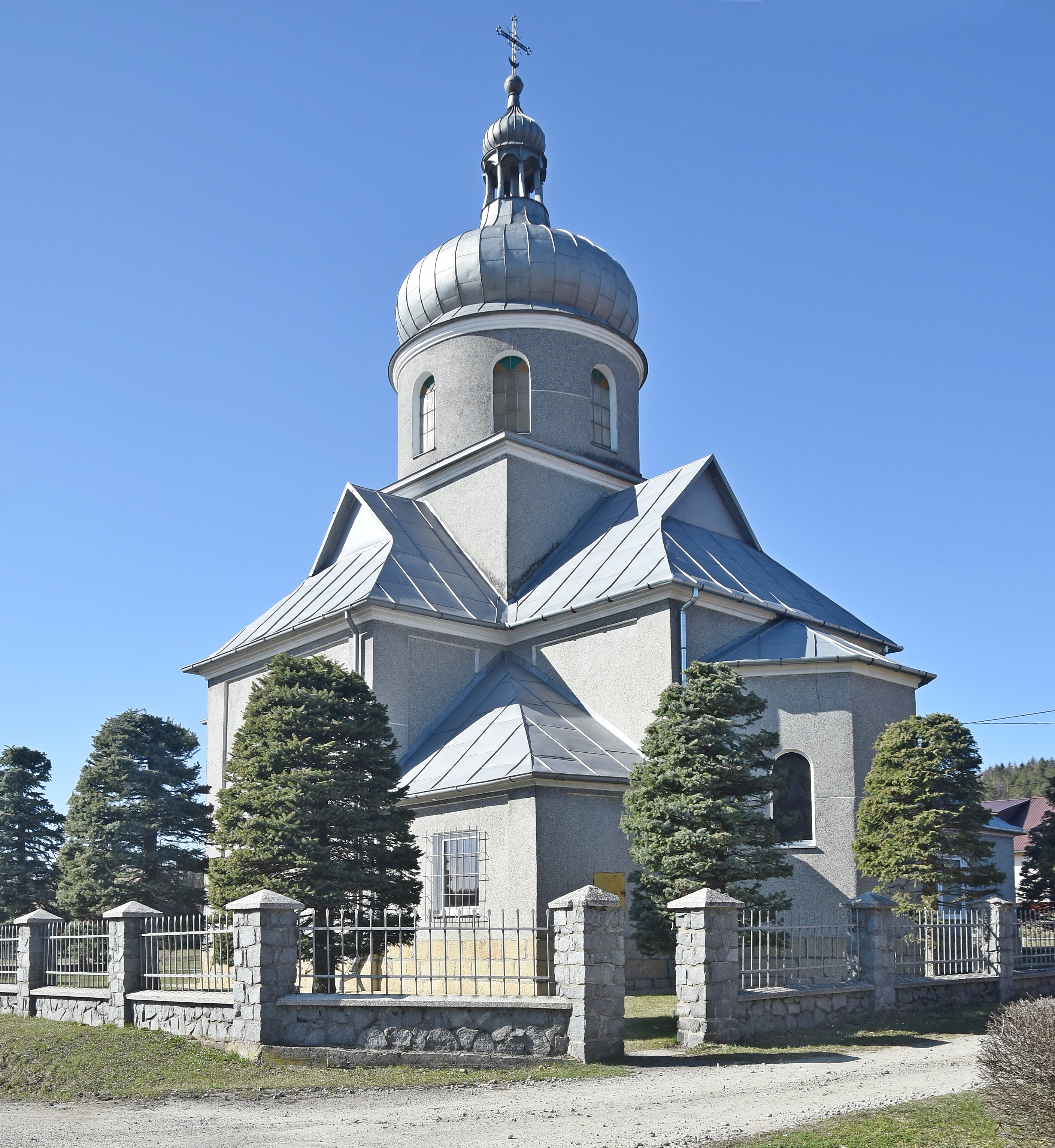
Widok od strony prezbiterium
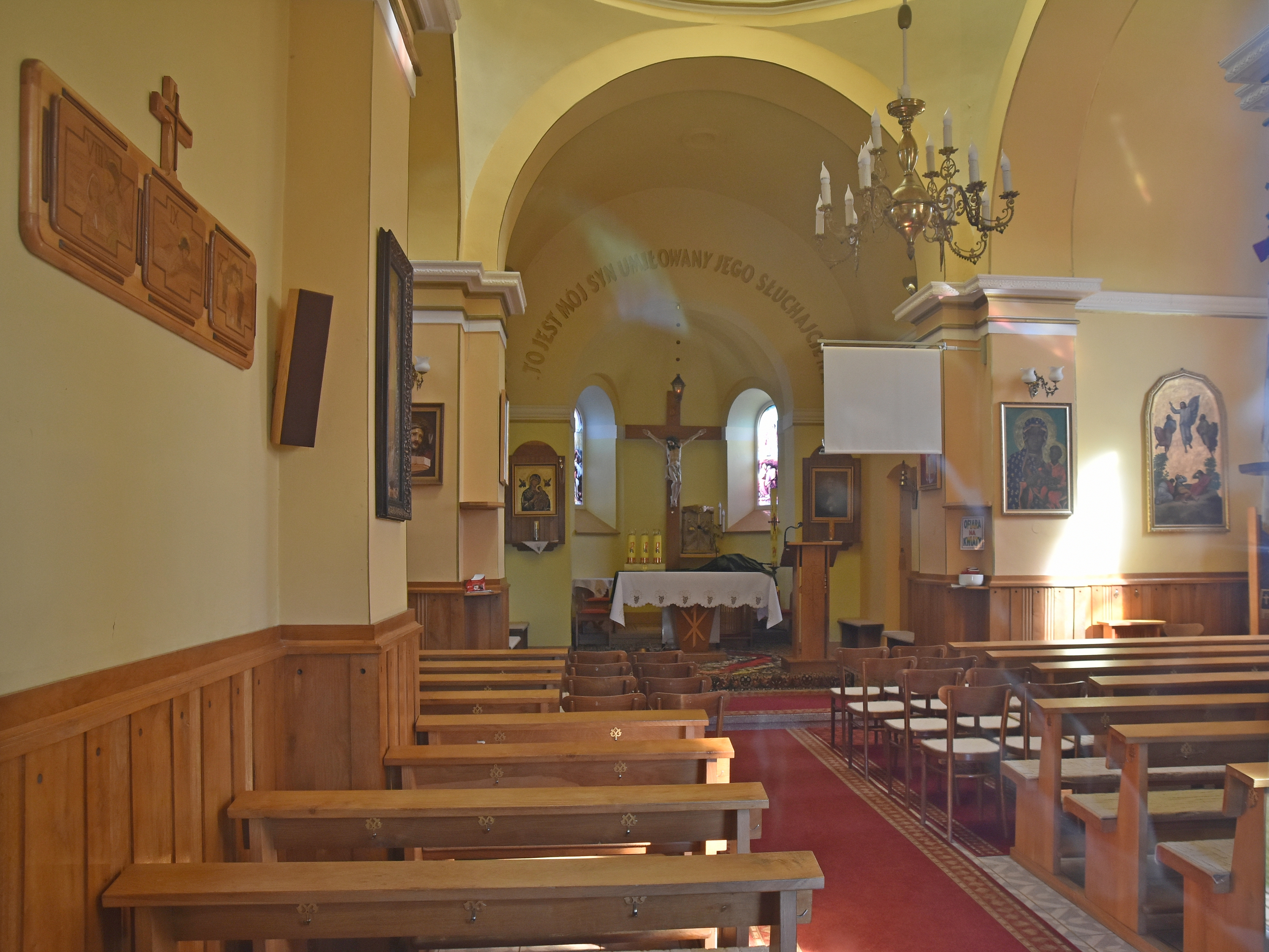
Wnętrze